# Werner Ernst (Jurist)
Werner Ernst (* 28. Januar 1910 in Gumbinnen, Ostpreußen; † 26. August 2002 in Bonn) war ein deutscher Jurist. Er war von 1953 bis 1959 Richter am Bundesverwaltungsgericht, anschließend bis 1965 Staatssekretär im Bundesbauministerium. Zudem lehrte er als Honorarprofessor an der FU Berlin und der Universität Münster. An letzterer war er in leitender Position im Zentralinstitut für Raumplanung tätig. Ernst verfasste (mit Werner Hoppe) ein Lehrbuch zum Baurecht und edierte einen Kommentar zum Bundesbaugesetz. 1970 bis 1972 leitete er die Sachverständigenkommission der Bundesregierung für die Neugliederung des Bundesgebietes.

## Leben
Nach dem Abitur in Rostock im Jahr 1928 studierte Ernst Rechts- und Staatswissenschaften an den Universitäten Göttingen, Kiel und Rostock. Am Landgericht Rostock legte er 1932 das Referendarexamen ab; 1933 promovierte er an der dortigen Universität zum Dr. jur. Das Thema der Dissertation lautete Verzicht auf subjektive öffentliche Rechte.
Nach dem Assessor-Examen in Berlin trat er in den Dienst des Reichsarbeitsministeriums. Am 21. Juni 1937 beantragte er die Aufnahme in die NSDAP und wurde rückwirkend zum 1. Mai desselben Jahres aufgenommen (Mitgliedsnummer 5.295.485). Als Ernst 1938 in die Abteilung Wohnungs- und Siedlungswesen versetzt wurde, die auch für das gesamte Baurecht zuständig war, hatte er sein Lebensthema gefunden. Im Rahmen des Kriegsdienstes arbeitete er seit 1942 im Baustab Speer-Ost, der bald darauf in die „Organisation Todt“ eingegliedert wurde und in den eroberten Gebieten für Planungen im
Infrastrukturbereich zuständig war.
Wegen seiner NSDAP-Mitgliedschaft konnte Ernst erst 1948 in den öffentlichen Dienst zurückkehren. Im Wiederaufbauministerium des Landes Nordrhein-Westfalen leistete er die wesentlichen Arbeiten und die parlamentarische Vertretung für das Wiederaufbaugesetz.

### Richter am Bundesverwaltungsgericht
1953 wurde er zum Richter am Bundesverwaltungsgericht in Berlin ernannt. Der Erste Senat, dessen Stellvertretender Vorsitzender er wurde, war auch für das Bau- und Bodenrecht zuständig. Während seiner Zeit als Bundesrichter war er Mitglied mehrerer Kommissionen, die sich mit dem Bau- und Bodenrecht befassten. So war er als Mitglied der „Hauptkommission für die Bausgesetzgebung“ wesentlich an dem 1956 vorgelegten Entwurf eines Baugesetzes beteiligt. An beiden (West-)Berliner Universitäten nahm er Lehraufträge für dieses Fachgebiet wahr; 1958 wurde er zum Honorarprofessor an der Juristischen Fakultät der FU Berlin ernannt.

### Staatssekretär
Ein Jahr später holte ihn der damalige Wohnungsbauminister Paul Lücke als Staatssekretär nach Bonn. Dort war es zunächst seine Aufgabe, den sog. „Lücke-Plan“ umzusetzen, d. h. den bis 1960 zwangsbewirtschafteten Wohnungsmarkt in die freie Marktwirtschaft einzugliedern und ein soziales Miet- und Wohnungsrecht zu schaffen. Gleichzeitig vertrat Ernst den von ihm maßgeblich mitgestalteten Entwurf des Bundesbaugesetzes (BBauG) im Bundestag. Das Bundesbaugesetz wurde 1960 verabschiedet. Zum ersten Mal in seiner Geschichte verfügte Deutschland über ein einheitliches Baurecht. Ernst erwarb sich in diesem Zusammenhang den ehrenvoll gemeinten Titel eines „Bau- und Bodenpapstes“.
Da hierbei die schwierigen Sanierungsfragen ausgeklammert werden mussten, begannen unter seiner Leitung die Vorbereitungen für ein Städtebauförderungsgesetz, das aber erst 1971, nach seinem Ausscheiden aus dem Staatsdienst, in Kraft trat.
Der Schwerpunkt seiner Arbeit als Staatssekretär lag aber auf der Ausarbeitung und gesetzgeberischen Betreuung des 1965 verabschiedeten Bundesraumordnungsgesetzes.
1965 folgte Ernst seinem Minister in das Bundesinnenministerium, wo er weiterhin für die Raumordnung zuständig war, aber u. a. auch für die Kulturabteilung, das Kommunalwesen und die zivile Verteidigung. Werner Ernst war auch Vorsitzender des Stiftungsrates der Stiftung Preußischer Kulturbesitz.
Im Frühjahr 1968 zeichnete sich ab, dass die von Paul Lücke befürwortete Wahlrechtsreform gescheitert war. Der Minister trat zurück und kurz danach auch sein Staatssekretär.

### Honorarprofessur
Im Juni 1968 bekam Ernst eine Honorarprofessur der Rechts- und Staatswissenschaftlichen Fakultät der Universität Münster. Dort hatte er 1964 zusammen mit renommierten Professoren dieser Universität, Helmut Schelsky (Soziologie), Hans Karl Schneider (Ökonomie) und Harry Westermann (Rechtswissenschaft), das interdisziplinäre Zentralinstitut für Raumplanung an der Universität Münster gegründet. 1968, nach seinem Ausscheiden aus dem Staatsdienst, wurde er Geschäftsführender Direktor dieses Instituts, das sich mit seinen Arbeiten große Reputation erwarb. 1994, aus Anlass seines 30-jährigen Bestehens, wurde Ernst die Ehrendoktorwürde der Juristischen Fakultät der Universität Münster verliehen.

### Akademie für Raumforschung und Landesplanung
1967 wurde Ernst ordentliches Mitglied der Akademie für Raumforschung und Landesplanung (ARL, Hannover); von 1971 bis 1974 war er ihr Präsident und danach Ehrenpräsident. Seine Tätigkeit in Münster und die Präsidentschaft gaben seinem Bestreben, zwischen Theorie und Praxis eine enge Verbindung herzustellen, die erforderliche institutionelle Basis.

### Vorsitzender Sachverständigenkommission für die Neugliederung des Bundesgebietes
1970 setzte der für Raumordnungsfragen zuständige Bundesinnenminister Hans-Dietrich Genscher eine „Sachverständigenkommission für die Neugliederung des Bundesgebietes“ ein und ernannte Ernst zum Vorsitzenden. Damit sollte auch der Verfassungsauftrag nach Art. 29 Grundgesetz erfüllt werden. Die damals erfolgreich begonnene Neugliederung der Gemeinden und Kreise sollte durch die dringend erforderliche Länderneugliederung ergänzt werden. Das im Dezember 1972 Minister Genscher übergebene Gutachten enthielt zwei wohlbegründete Alternativvorschläge, die beide eine Reduktion der Länder auf insgesamt fünf (statt bisher 11) vorsahen. Das auch in der Öffentlichkeit positiv aufgenommene Gutachten scheiterte vor allem am Widerstand des beauftragenden Ministers bzw. der FDP, weil denkbar gewesen wäre, dass der Neuzuschnitt der Länder einige Bundestagsmandate gekostet hätte.
Am 26. August 2002 verstarb Ernst in Bonn. Nach seinem Tod stiftete die ARL zur Erinnerung an ihren Ehrenpräsidenten einen Werner-Ernst-Preis, der als Förderpreis konzipiert ist (Höchstalter 35 Jahre), inzwischen aber denominiert worden ist.

## Auszeichnungen
- 1964 Das Große Verdienstkreuz mit Stern und Schulterband wurde ihm durch Bundespräsident Heinrich Lübke verliehen.
- 1971: Heinrich-Plett-Preis.
- 1981 Der Camillo-Sitte-Preis wurde ihm von der Österreichischen Gesellschaft für Raumforschung und Raumordnung verliehen. In seiner Dankesrede betonte Ernst, was ihn bei Camillo Sitte fasziniert habe: Mit der „Kunst des Städtebaus bildend auf die Bevölkerung“ einzuwirken und das „Heimatgefühl der Menschen“ zu stärken.

## Werke
Von den einflussreichen Schriften und Kommentaren Ernsts seien hier nur die folgenden hervorgehoben: Der Kommentar zum Bundesbaugesetz, der seit 1970 erschien: Ernst/Zinkahn/Bielenberg. Mit Werner Hoppe verfasste er das erfolgreiche Lehrbuch, „Das öffentliche Bau- und Bodenrecht, Raumplanungsrecht“, das 1968 in 1. Auflage erschien. Die 1980 von renommierten Wissenschaftlern herausgegebene Festschrift zu seinem 70. Geburtstag, „Raumplanung und Eigentumsordnung“ (Verlag C.H. Beck München 1980) enthält ein ausführliches Schriftenverzeichnis (von Paul C. Ernst), es lässt nachvollziehen, dass und wie Ernst in allen relevanten Bereichen bzw. Schriften des Bau- und Bodenrechts, ob in Theorie oder Praxis, seine Spuren hinterließ.
Ernst, der sich schon während des Studiums intensiv mit philosophischen und theologischen Fragen beschäftigt hatte und diese Leidenschaft nie aufgab, versuchte mit seinen Arbeiten, auch das humane Erbe des Bauens und Planens weiterzugeben. Martin Lendi (ETH Zürich) bezeichnete ihn als den „Vater des rechtsstaatlichen Raumplanungs- und Baurechts“
- Baugesetzbuch : Kommentar. Beck, München 92. Aufl. 2009. ISBN 978-3-406-38165-2.
- Das öffentliche Bau- und Bodenrecht, Raumplanungsrecht Beck, München 2., durchges. u. erg. Aufl. 1981. ISBN 3-406-08499-0.